# 858 до н. е.

## Події
Царем Урарту був Арама, який незадовго перед тим об'єднав цю державу.
Після смерті свого батька Ашшур-назір-апала II царем Ассирії став Шульману-ашаред III. Цього ж року він здійснив військовий похід у Північну Сирію, де наніс поразку Арамі.

### Астрономічні явища
- 20 січня. Часткове сонячне затемнення.[1]
- 16 липня. Повне сонячне затемнення.[1]

## Померли
- Ашшур-назір-апал II, цар Ассирії.